# MOB B4 61–62
Die B4 61–62 waren Reisezugwagen der zweiten Wagenklasse der Montreux-Berner Oberland-Bahn, abgekürzt MOB. Der B4 61 blieb bei der Museumsbahn Blonay–Chamby betriebsfähig erhalten.

## Geschichte

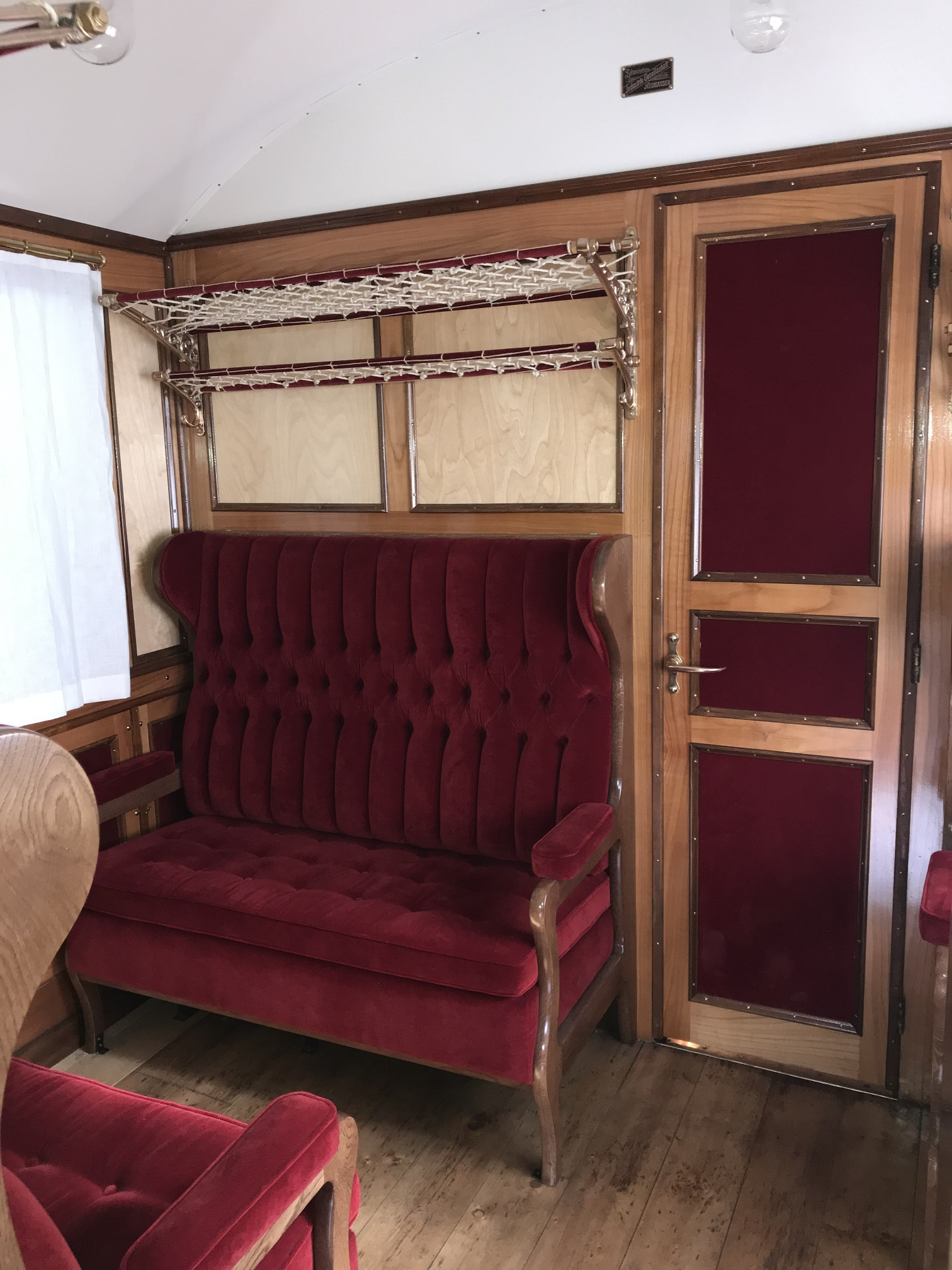
Neu rekonstruierte Inneneinrichtung des B^{4} 61 in der Polsterklasse (2019)

Die beiden Wagen, die keine Toilette aufwiesen, wurden zusammen mit den Personenwagen BC4 23–26 beschafft. Grund war die Aufnahme des durchgehenden Betriebs auf der Strecke Montreux–Zweisimmen im Jahr 1905. Zudem wurden die Prognosen zur Reisendenzahl übertroffen. Nachdem die MOB anfänglich für die Reisezüge Drehgestellwagen beschafft hatte, folgten aus Kostengründen Zweiachser. Infolge von Reklamationen wechselte die MOB wiederum auf Drehgestellwagen, wobei es dann auch blieb.
Infolge der Klassenreform von 1956 – europaweit wurde die damalige 1. Klasse abgeschafft und die bisherige 2. und 3. Klasse hochgestuft – behielt der B4 61 seine Bezeichnung, jedoch wurden die Polstersitze durch Holzsitze ersetzt. Die Anzahl der Sitzplätze in Vis-à-vis-Bestuhlung erhöhte sich damit von 30 auf 40. Diese Holzsitze behielt der Wagen dann bis zur Abgabe an die Modellbahngruppe Obersimmental–Saanenland (MOS) im Jahre 1979. Der B4 62 behielt 1956 seine Polstersitze und wurde zum A4 62 umgezeichnet. 1965 wurde er ausrangiert und abgebrochen.

## B4 61 bei der Modellbahngruppe Obersimmental–Saanenland und der Museumsbahn Blonay–Chamby

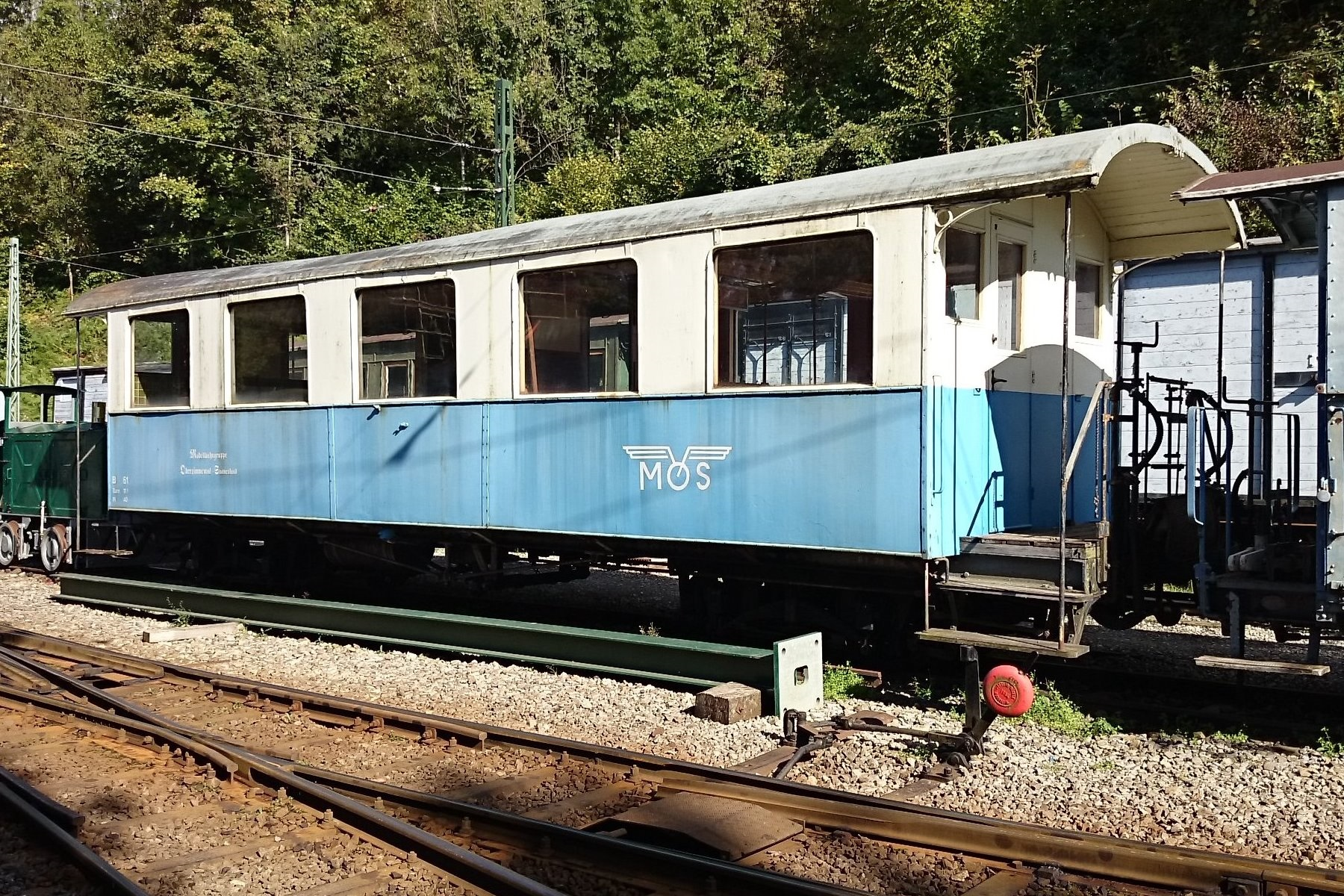
B^{4} 61 in Chamby-Musée (Chaulin) kurz vor der Aufarbeitung (2016)

1979 wurde der B4 61 ausgemustert und an die Modellbahngruppe Obersimmental–Saanenland (MOS) abgegeben. Diese nutzte ihn von 1979 bis 2015 als Vereinslokal in Saanen, zusammen mit de 1995 übernommenen ursprünglichen MOB BFZe 4/4 26 und K 529. 2015 musste die Modellbahngruppe den Standort in Saanen infolge Sanierung der Bahnstrecke und des Bahnhofes aufgeben und verlegte diesen nach Zweisimmen. Sie gab in der Folge den B4 61 noch im selben Jahr an die Museumsbahn Blonay–Chamby ab. Nur wenige Jahre danach wurde die Modellbahngruppe aufgelöst.
2016 wurde der Wagen ohne Inneneinrichtung zur Museumsbahn Blonay–Chamby in deren Werkstätte nach Chamby-Musée (Chaulin) überführt, in den folgenden Jahren umfassend aufgearbeitet und 2018 wieder in Betrieb genommen. Dabei wurde er wieder in den ursprünglichen Zustand versetzt und mit einer nachgebauten neuen Inneneinrichtung mit Sitzen der damaligen Polsterklasse ausgerüstet.